# Oberzella
Oberzella is een dorp in de Duitse gemeente Vacha in het Wartburgkreis in Thüringen. De plaats wordt voor het eerst genoemd in 912. Waarschijnlijk is de plaats gesticht vanuit het klooster Hersfeld. De tot dan zelfstandige gemeente werd in 1993 bij Vacha gevoegd.